# Diofisismo
El diofisismo (en griego δυοφυσῖται), también llamado difisismo, es un término teológico usado para identificar un punto de vista particular de la cristología, que entiende que en la persona de Jesucristo existen dos naturalezas, divina y humana, al mismo tiempo, según la doctrina del Concilio de Calcedonia de la unión hipostática. El término significa literalmente "dos naturalezas".

## Historia
El diofisismo fue utilizado inicialmente para describir la doctrina nestoriana, que afirmaba que Cristo existió como dos personas distintas: el Jesús humano y el divino, Logos, condenado por el Concilio de Éfeso (431). Después del Concilio de Calcedonia en el 451, la palabra pasó a describir a aquellos que apoyaron la posición del concilio (que continúa hoy en la Iglesia católica y la Iglesia Ortodoxa), haciendo hincapié en la unidad plena y perfecta de las dos naturalezas en una hipóstasis. Para ellos, la "unidad" de Jesús (su humanidad y divinidad, que se describen como "naturalezas"), se traducía tanto en su persona como en su voluntad.
En contra de la doctrina calcedoniana se colocaron los monofisitas, como los docetas y los eutiquinitas, que defendían que la naturaleza humana se "diluye" en la naturaleza divina como una taza de vinagre en el océano. Los miafisitas están en una posición intermedia, diciendo que Jesús tiene una sola naturaleza fusionada por la divina y humana, confluyendo en una sola persona.